# Côte Saint-Germain
La côte Saint-Germain est un sommet des côtes de Meuse culminant à 340 mètres d'altitude, dans la commune de Lion-devant-Dun, dans le département de la Meuse, en France.

## Géographie

### Situation, topographie
La côte est comprise entre les communes de Lion-devant-Dun, Milly-sur-Bradon et Murvaux. Elle forme un arc de cercle dont le sommet de la pointe nord permet d'avoir une vue dégagée et remarquable sur la forêt de la Woëvre.
Sa partie ouest culmine à 338 mètres au Cuvel et 340 mètres à l'est vers le Camp des Romains, soit environ 170 mètres au dessus de la vallée de la Meuse.

### Accès
La côte Saint-Germain est accessible par la D 964 (ancienne portion de la route nationale 64 avant son déclassement), qui relie Douzy à Verdun. Puis prendre le sens de Milly-sur-Bradon et la D 102C jusqu'à Lion-devant-Dun où la première rue après le panneau d'entrée du village porte le nom de la côte.

### Géologie
Fait de calcaire et constitué d'affleurements visibles dès la montée au bord du chemin, le site est une butte-témoin isolée des côtes de Meuse après l'érosion au cours des temps géologiques. Les argiles de la Woëvre sont recouvertes par des limons et éboulis, et notamment des oolithes, des débris coquilliers, coquilles de bivalves, entroques et polypiers massifs. Le haut de la côte est fait de roche corallienne contenant des squelettes calcaires, parmi lesquels se trouvent des serpents.

### Faune et flore
Près de 17 espèces d'orchidées sont recensées, parmi lesquelles l'Orchis grenouille, la Marguerite de la Saint-Michel et la Pyrole à feuilles rondes qui se trouvent dans les parties sèches tandis que l'Actée en épi se déniche dans la hêtraie. 100 espèces de papillons sont également dénombrées avec plusieurs insectes remarquables.

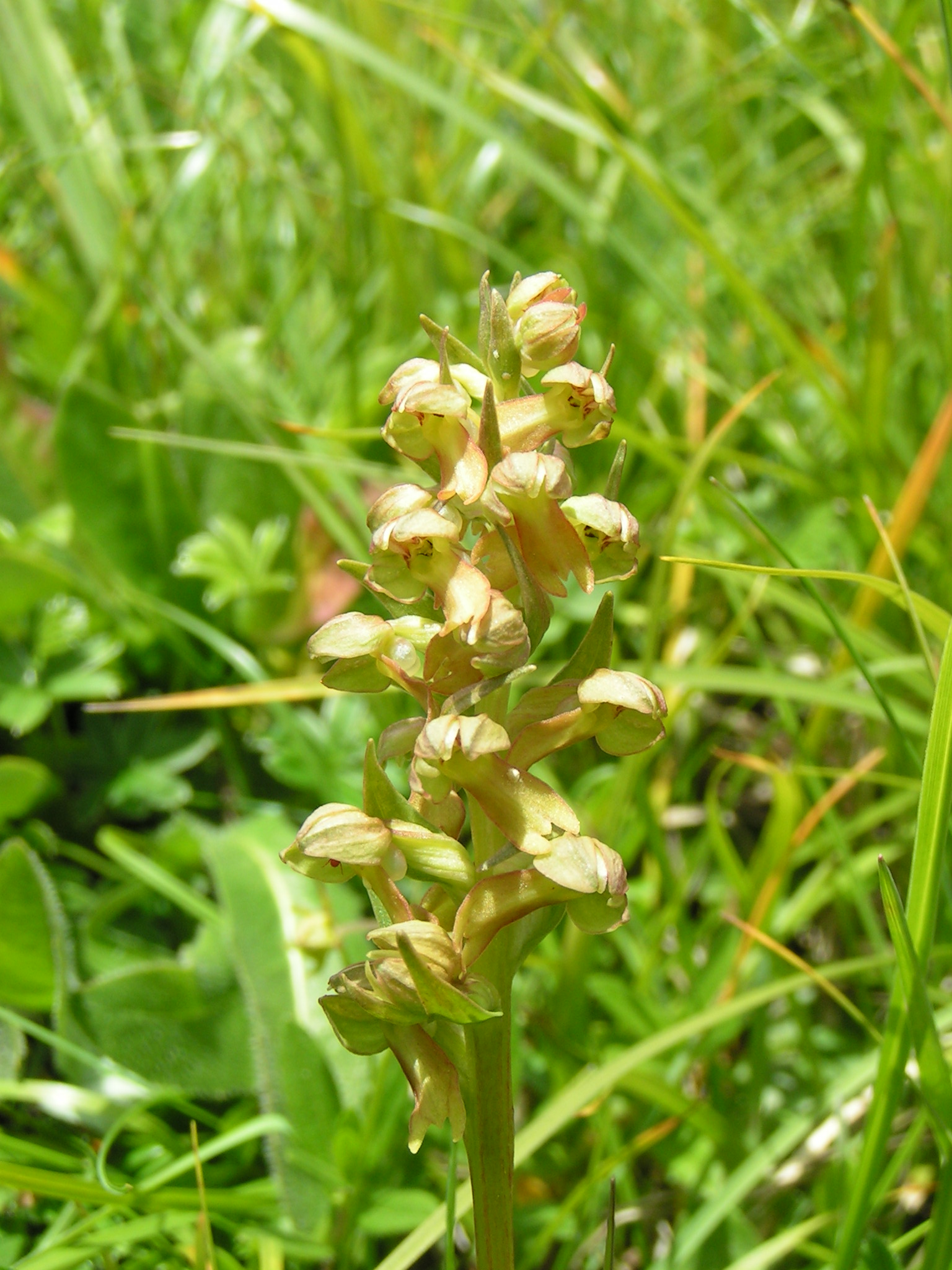
Dactylorhiza viridis.
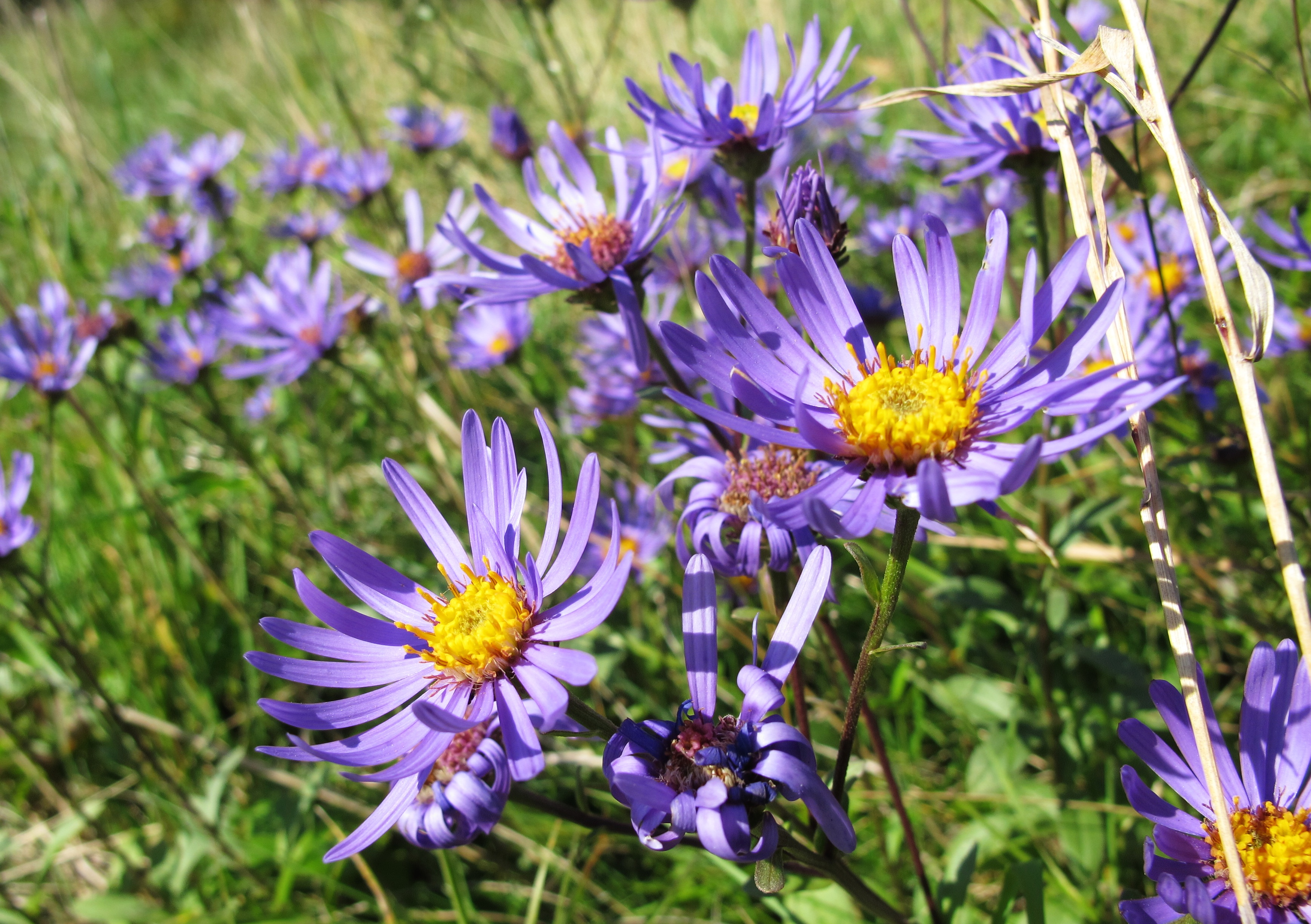
Aster amellus.
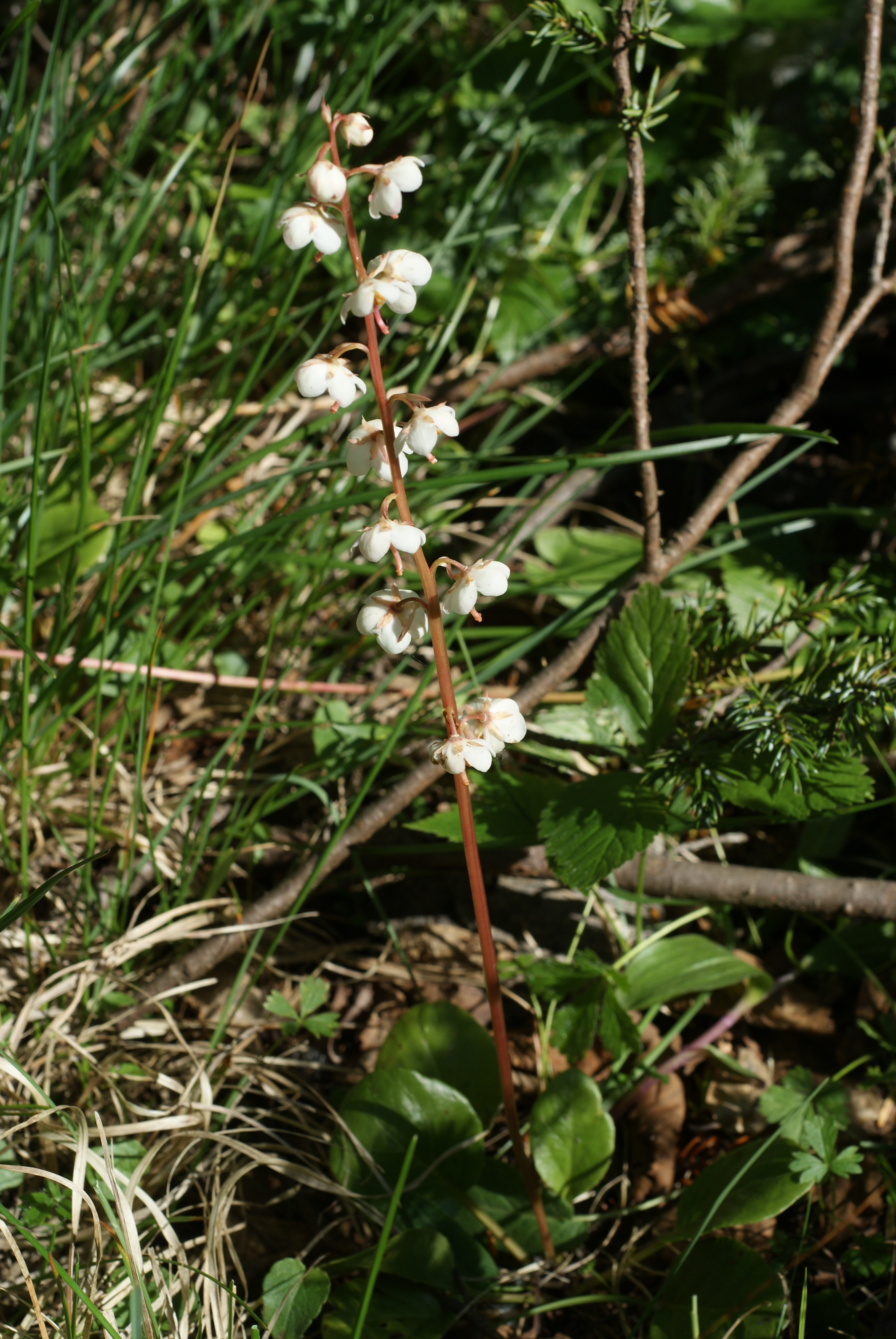
Pyrola rotundifolia.
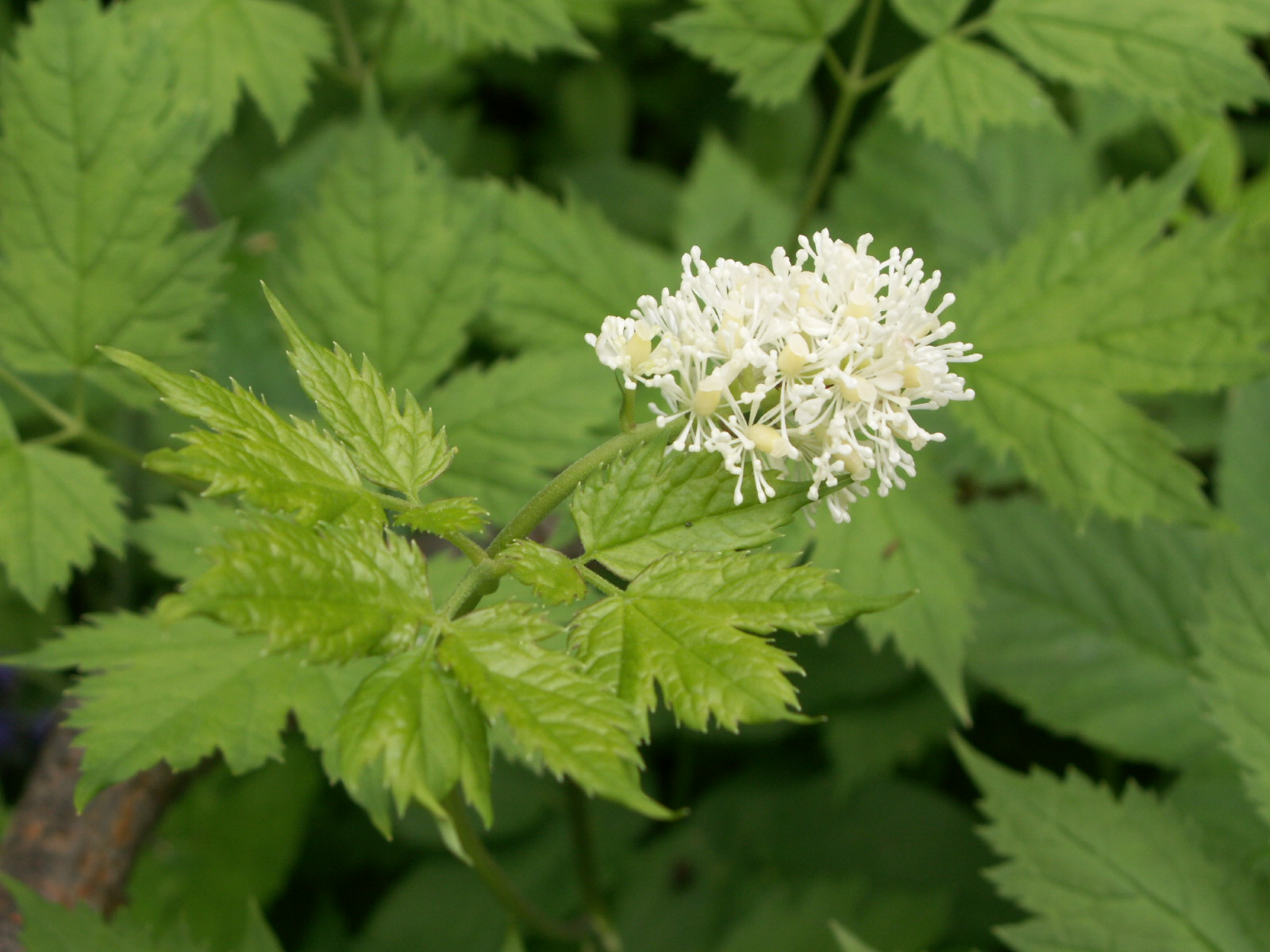
Actaea spicata.

## Histoire
L'emplacement atteste une occupation gauloise dès La Tène finale ainsi qu'à l'époque gallo-romaine, caractérisée par la présence d'un oppidum fortifié de 18 ha environ sur lequel se trouvait deux fossés.
De nombreux ossements retrouvés sur la butte avec des tuiles simples et vernissées laissent penser à l'existence d'un établissement humain tel qu'un ancien sanctuaire ou ermitage.
Le 6 novembre 1918, la cinquième division américaine s'empare de la côte Saint-Germain ; une stèle installée sur place leur rend hommage.

## Activités
De nombreux sentiers de randonnées parcourent l'ensemble du lieu. La pratique du vol libre en parapente est également possible. 